# Up in Smoke Tour

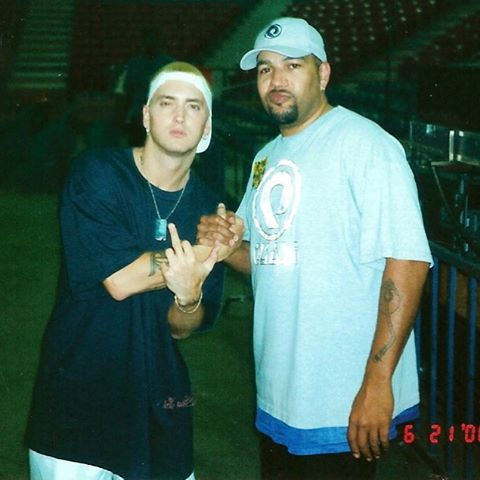
Dr. Dre y snoopDogg

Up in Smoke Tour fue una serie de conciertos que se dio lugar en el año 2000. Tuvo como principales artistas a Dr. Dre, Snoop Dogg también a Ice Cube, Eminem, Proof, Nate Dogg, Kurupt, D12, MC Ren, Westside Connection, Mel-Man, Tha Eastsidaz, Doggy's Angels, Devin The Dude, Warren G, TQ, Truth Hurts, Xzibit, The D.O.C., Hittman y Six-Two. 

## Fechas del tour
| Fecha                | Ciudad                  | País           | Lugar                               |
| -------------------- | ----------------------- | -------------- | ----------------------------------- |
| 15 de junio de 2000  | Chula Vista             | Estados Unidos | Coors Amphitheatre                  |
| 16 de junio de 2000  | Anaheim (California)    | Estados Unidos | Arrowhead Pond                      |
| 18 de junio de 2000  | Anaheim (California)    | Estados Unidos | Arrowhead Pond                      |
| 19 de junio de 2000  | San Jose (California)   | Estados Unidos | San Jose Arena                      |
| 21 de junio de 2000  | Sacramento (California) | Estados Unidos | ARCO Arena                          |
| 24 de junio de 2000  | Portland                | Estados Unidos | Rose Garden                         |
| 26 de junio de 2000  | Nampa                   | Estados Unidos | Idaho Center                        |
| 30 de junio de 2000  | Indianapolis            | Estados Unidos | Conseco Fieldhouse                  |
| 1 de julio de 2000   | Columbus                | Estados Unidos | Schottenstein Center                |
| 2 de julio de 2000   | Cleveland               | Estados Unidos | Gund Arena                          |
| 3 de julio de 2000   | Pittsburgh              | Estados Unidos | Mellon Arena                        |
| 4 de julio de 2000   | Toronto                 | Canadá         | Molson Amphitheatre                 |
| 6 de julio de 2000   | Detroit                 | United States  | Joe Louis Arena                     |
| 7 de julio de 2000   | Auburn Hills            | United States  | The Palace of Auburn Hills          |
| 8 de julio de 2000   | Rosemont                | United States  | Allstate Arena                      |
| 9 de julio de 2000   | Milwaukee               | United States  | Bradley Center                      |
| 10 de julio de 2000  | Minneapolis             | United States  | Target Center                       |
| 13 de julio de 2000  | Rochester               | United States  | Blue Cross Arena                    |
| 14 de julio de 2000  | Albany                  | United States  | Pepsi Arena                         |
| 15 de julio de 2000  | East Rutherford         | United States  | Continental Airlines Arena          |
| 16 de julio de 2000  | Scranton                | United States  | Toyota Pavilion at Montage Mountain |
| 18 de julio de 2000  | Philadelphia            | United States  | First Union Spectrum                |
| 19 de julio de 2000  | Uniondale               | United States  | Nassau Coliseum                     |
| 20 de julio de 2000  | Worcester               | United States  | The Centrum                         |
| 21 de julio de 2000  | Worcester               | United States  | The Centrum                         |
| 22 de julio de 2000  | Hartford                | United States  | Hartford Civic Center               |
| 25 de julio de 2000  | Buffalo                 | United States  | HSBC Arena                          |
| 27 de julio de 2000  | Baltimore               | United States  | Baltimore Arena                     |
| 29 de julio de 2000  | Charlotte               | United States  | Charlotte Coliseum                  |
| 1 de agosto de 2000  | Sunrise                 | United States  | National Car Rental Center          |
| 2 de agosto de 2000  | Tampa                   | United States  | Ice Palace                          |
| 4 de agosto de 2000  | Atlanta                 | United States  | Lakewood Amphitheatre               |
| 5 de agosto de 2000  | New Orleans             | United States  | New Orleans Arena                   |
| 6 de agosto de 2000  | Houston                 | United States  | Astrodome                           |
| 7 de agosto de 2000  | Dallas                  | United States  | Starplex Amphitheatre               |
| 8 de agosto de 2000  | San Antonio             | United States  | Alamodome                           |
| 10 de agosto de 2000 | Phoenix                 | United States  | America West Arena                  |
| 11 de agosto de 2000 | Paradise                | United States  | Thomas & Mack Center                |
| 12 de agosto de 2000 | Fresno                  | United States  | Selland Arena                       |
| 13 de agosto de 2000 | San Jose                | United States  | San Jose Arena                      |
| 15 de agosto de 2000 | Tacoma                  | United States  | Tacoma Dome                         |
| 16 de agosto de 2000 | Vancouver               | Canadá         | General Motors Place                |
| 18 de agosto de 2000 | West Valley City        | United States  | E Center                            |
| 20 de agosto de 2000 | Greenwood Village       | United States  | Fiddler's Green Amphitheatre        |

Actuación de Ice Cube
1. "Hello" (featuring MC Ren)
2. "You Can Do It" (featuring Ms. Toi)
3. "The Gutter Shit"
4. "The Pledge (Insert) from Westside Connection"
5. "Whoa! (Ice Cube Freestyle)"
6. "Hoo-Bangin' (WSCG Style)"
7. "Amerikka's Most Wanted"
8. "The Nigga Ya Love to Hate"
9. "Cube's Freestyle"
10. "We Be Clubbin'"

Actuación de Eminem/Proof
1. "Kill You"
2. "Dead Wrong" (Originally The Notorious B.I.G. featuring Eminem, this featured only Eminem's verse and the original chorus)
3. "Under the Influence" (featuring D12)
4. "Marshall Mathers"
5. "Criminal"
6. "The Real Slim Shady"

Actuación de Dr. Dre/Snoop Dogg
1. "Go Away - Snoop Dogg"
2. "Light Speed"
3. "Bitch Niggaz"
4. "Wrong Idea"
5. "The Next Episode" (Dr. Dre featuring Snoop Dogg, Kurupt and Nate Dogg)
6. "Who Am I (What's My Name)?" (Snoop Dogg)
7. "Nuthin' but a "G" Thang" (Dr. Dre featuring Snoop Dogg)
8. "Bitch Please" (Snoop Dogg featuring Xzibit & Nate Dogg)
9. "What's the Difference" (Dr. Dre featuring Xzibit and Eminem)
10. "Forgot About Dre" (Dr. Dre featuring Eminem)
11. "Boyz-N-The Hood - Eazy-E (Tribute)"
12. "Still Not a Player - Big Pun (Tribute)"
13. "One More Chance / Stay With Me (Remix) - The Notorious B.I.G. (Tribute)"
14. "More Bounce to the Ounce - Roger Troutman (Tribute)"
15. "Hail Mary - Makaveli (Tribute)"
16. "California Love - 2Pac (Tribute)"
17. "2 of Amerikaz Most Wanted - 2Pac (Tribute)"
18. "Housewife"
19. "Let`s Get High"
20. "Bust One an Ya - Devin The Dude"
21. "Fuck You" (Dr. Dre f. Devin the Dude and Snoop Dogg)
22. "Let Me Ride (Extended Version)" (Truth Hurts)
23. "Still D.R.E." (Dr. Dre featuring Snoop Dogg)